# El Punto sobre la Historia
El Punto sobre la Historia es un proyecto 360 que consiste en un programa de televisión, un programa de radio, una revista digital interactiva, un canal de YouTube y un podcast español de divulgación de Historia con una fórmula basada en el rigor mezclado con el sentido del humor.
El programa de televisión de El Punto sobre la Historia está producido por Endor Digital Media para la cadena autonómica española Telemadrid. David Botello y Lorenzo Gallardo recorren la ciudad de Madrid en bicicleta, buscando puntos en el mapa de la ciudad que les sirvan de excusa para contar anécdotas de la Historia. Se empezó a producir en febrero de 2016 y se estrenó el viernes 15 de abril de 2016, con un índice de audiencia del 3'9% de share y 84 000 espectadores. El formato fue creado por Lorenzo Gallardo y David Botello. La producción ejecutiva corre a cargo de Juan Manuel Escudero, Esther Sánchez y David Botello. Dirigido por David Botello. La mayor parte de los guiones los firman Lorenzo Gallardo, Amalio Rodríguez y Carmen Carratalá.
El día del estreno del programa de televisión, se publicó una revista digital interactiva gratuita, disponible en Apple Store y en Google Play.
En paralelo, y como parte del proyecto multimedia, la emisora autonómica española Onda Madrid emitió un programa de radio de 30 minutos de duración, producido por Ondamadrid en colaboración con Endor Digital Media, grabado en los estudios de Europea Radio, de la Universidad Europea de Madrid. El programa estaba escrito y dirigido por Lorenzo Gallardo y contaba con Nuria García, Francisco Molina Plágaro, David Botello y Diego Botello. En la realización técnica, Juan José Ceballos, Miguel Ángel Vázquez y Javier Rodríguez. Se estrenó el sábado 16 de abril de 2016.
El 22 de mayo de 2017 El Punto sobre la Historia fue galardonado por el diario digital madridiario.es con el Premio Madrid a la Mejor Iniciativa Cultural del año.
En verano de 2018, Telemadrid volvió a renovar el programa, con la intención de introducir algunos cambios. Endor Digital Media abandonó la producción. Al mismo tiempo, Lorenzo Gallardo decidió apostar por su propio proyecto. David Botello, propietario del formato, estrenó una nueva versión. De esta manera, El Punto sobre la Historia se convertía en Esto es otra Historia, una versión 3.0 del formato, que se estrenó en Telemadrid el 5 de abril de 2018 con una repercusión muy limitada pese a las expectativas. El formato original de "El Punto sobre la Historia" mantiene una emisión casi diaria en La Otra.

## Historia
En febrero de 2015, en una velada que celebraba el estreno de una obra corta de Lorenzo Gallardo, Nuestra Señora de Mare Sirenum en Microteatro por dinero, se unieron por primera vez David Botello, Lorenzo Gallardo, Nuria García, Diego Montesinos y May Rodríguez. En aquel momento, decidieron que pondrían en marcha una idea que todos llevaban años pensando: un pódcast de divulgación de Historia. Ante la imposibilidad de reunirse una vez a la semana, David Botello desempolvó una vieja idea: elegir un tema monográfico, coordinar unos contenidos y que cada uno grabara sus piezas en casa, con la tecnología del año 2015 (teléfonos inteligentes y ordenadores personales)
Al día siguiente, David Botello grabó la primera pieza, La Carta de Juana la Beltraneja. A partir de ese momento, los cinco integrantes originales de El Punto sobre la Historia, cargados de ilusión, de ganas de aprender y de explorar un terreno que no conocían, se lanzaron a la aventura.
El primer episodio completo, EP01 Isabel la Católica, se hizo público el 12 de febrero de 2015.
El podcast tuvo una primera temporada doméstica que se lanzó en iVoox el 12 de febrero de 2015. Se produjeron nueve episodios hasta el 21 de julio de 2015. Debido a la buena acogida por parte de la audiencia (con casi 40.000 descargas), El Punto sobre la Historia decidió preparar la segunda temporada, replantear el formato, cuidar mejor el sonido y grabar en un estudio de radio. Nació así la segunda temporada, con un formato más cerrado, de media hora, más continuidad, con un sonido más serio y un enfoque mucho más desenfadado. Esta fórmula les permitió grabar una tercera temporada y alcanzar las 200 000 descargas el 29 de febrero de 2016.
La grabación de la primera temporada se realizó íntegramente de modo doméstico. Los colaboradores del programa elegían un tema monográfico, se repartían las piezas con guiones escritos por David Botello y Lorenzo Gallardo, las grababan en casa con un teléfono inteligente y se subían al canal de iVoox tanto las piezas independientes como el programa completo.
La grabación de la segunda temporada se realizó íntegramente en los estudios de radio de Europea Radio, la radio de la Universidad Europea de Madrid. Los cuatro miembros del programa se daban cita en el estudio para grabar dos programas semanales.
En 21 de febrero de 2016 anunciaron que ponían fin a la tercera temporada del podcast porque se trasladaban a Onda Madrid.
Poco después, David Botello y May Rodríguez consiguieron firmar un contrato con la editorial Oberon para publicar el libro Felipe el Hermoso. Anatomía de un crimen siguiendo el tono y el estilo de El Punto sobre la Historia. El proyecto iba creciendo poco a poco, no sin renuncias y sacrificios. Diego Montesinos, primero, y May Rodríguez, algo más tarde, abandonaron. En marzo, se unía al proyecto la voz de Diego Botello, el miembro más joven del equipo, el niño que se encarga de locutar los perfiles de los personajes históricos. Poco después, en el episodio de El Gran Capitán, se unía Francisco Molina Plágaro.
Tras una primera temporada en la que se alcanzaron las 40 000 descargas, David Botello contactó con la Universidad Europea de Madrid para intentar llegar a un acuerdo de colaboración. A principio de curso 2015/16, las conversaciones llegaron a buen puerto. El Punto sobre la Historia se grabaría en un estudio de radio de verdad. En octubre de 2015 empezaron las grabaciones de la segunda temporada, que se empezó a publicar el 4 de noviembre de 2015, con un episodio sobre la Guerra de Secesión Americana. El equipo que empezó esta segunda temporada estaba formado por David Botello, Lorenzo Gallardo, Nuria García, Francisco Molina y Diego Botello, con la realización de Juanjo Ceballos, Miguel Ángel Vázquez y Javier López. 
En diciembre de 2015 se alcanzaron las 100 000 descargas totales del podcast, sobre todo gracias al episodio sobre la Historia de Star Wars, que superó las 18 000 descargas en menos de una semana, todo un récord en un proyecto de estas características. Esa misma semana, El Punto sobre la Historia se colocó en el puesto número 26 en el ranking de los podcast más escuchados, y en el puesto número 4 en el Ranking de Historia y Humanidades.
Poco después se pensó que El Punto sobre la Historia podía convertirse en algo más grande. David Botello cambió el logotipo del programa y presentó a Endor Digital Media un formato para televisión, en el que la bicicleta, el humor, los contenidos cortos y los grafismos animados serían protagonistas. David Botello y Lorenzo Gallardo presentaron el piloto con la producción de Juan Manuel Escudero desde la productora Endor Digital Media. David Botello lo presentó a Telemadrid, donde enseguida encontró un hueco en la parrilla. Y el proyecto siguió creciendo.
Desde el 15 de abril, el podcast se convirtió en un programa de radio emitido en Onda Madrid, como parte del proyecto de televisión.

## El programa de televisión
La versión televisiva de El Punto sobre la Historia se estrenó en Telemadrid el 15 de abril de 2016. En esta versión, David Botello y Lorenzo Gallardo recorren la ciudad de Madrid en bicicleta, buscando las mejores historias de la Historia de la ciudad. Los guiones corren a cargo de Amalio Rodríguez en sus dos primeras temporadas y de Carmen Carratalá la tercera, con la edición y coordinación de los propios directores y creadores del programa.
| Episodio | Título                                     | Fecha de emisión         |
| -------- | ------------------------------------------ | ------------------------ |
| 1        | De la Puerta de Alcalá al Palacio Real     | 15 de abril de 2016      |
| 2        | Del Reina Sofía al Viaducto de Segovia     | 22 de abril de 2016      |
| 3        | El Madrid de los literatos                 | 29 de abril de 2016      |
| 4        | Calle Mayor, Sol y Carrera de San Jerónimo | 6 de mayo de 2016        |
| 5        | Paseo del Prado y Recoletos                | 13 de mayo de 2016       |
| 6        | Madrid Río                                 | 20 de mayo de 2016       |
| 7        | El Retiro                                  | 27 de mayo de 2016       |
| 8        | El Madrid de los Austrias                  | 3 de junio de 2016       |
| 9        | El Paseo de la Castellana                  | 10 de junio de 2016      |
| 10       | Chueca                                     | 17 de junio de 2016      |
| 11       | Malasaña                                   | 24 de junio de 2016      |
| 12       | Chamberí                                   | 1 de julio de 2016       |
| 13       | Parque Europa                              | 8 de julio de 2016       |
| 14       | El Madrid nocturno y secreto               | 15 de julio de 2016      |
| 15       | Metro de Madrid                            | 22 de julio de 2016      |
| 16       | Las Ventas y Fuente del Berro              | 2 de septiembre de 2016  |
| 17       | Plaza de Oriente                           | 9 de septiembre de 2016  |
| 18       | El Congreso y alrededores                  | 16 de septiembre de 2016 |
| 19       | Atocha                                     | 23 de septiembre de 2016 |
| 20       | Fantasmas y leyendas                       | 30 de septiembre de 2016 |
| 21       | Los alrededores de San Bernardo            | 7 de octubre de 2016     |
| 22       | El Rastro y alrededores                    | 14 de octubre de 2016    |
| 23       | Barrio de Salamanca                        | 21 de octubre de 2016    |
| 24       | El Parque del Oeste                        | 28 de octubre de 2016    |
| 25       | El Retiro                                  | 4 de noviembre de 2016   |
| 26       | Lavapiés                                   | 11 de noviembre de 2016  |
| 27       | Metro de Madrid (2)                        | 18 de noviembre de 2016  |
| 28       | Argüelles                                  | 25 de noviembre de 2016  |
| 29       | Calle Segovia                              | 2 de diciembre de 2016   |
| 30       | Alrededores de Moncloa                     | 9 de diciembre de 2016   |
| 31       | Alcalá de Henares                          | 16 de diciembre de 2016  |
| 32       | Especial Navidad                           | 23 de diciembre de 2016  |
| 33       | San Silvestre vallecana                    | 30 de diciembre de 2016  |
| 34       | Parque de Berlín y Auditorio Nacional      | 13 de enero de 2017      |
| 35       | La calle de Bailén                         | 20 de enero de 2017      |
| 36       | Alrededores de Antón Martín                | 27 de enero de 2017      |
| 37       | La Ruta de los Museos                      | 3 de febrero de 2017     |
| 38       | Vallecas                                   | 10 de febrero de 2017    |
| 39       | La Gran Vía                                | 17 de febrero de 2017    |
| 40       | Carabanchel                                | 24 de febrero de 2017    |
| 41       | Chamberí (2)                               | 3 de marzo de 2017       |
| 42       | Plaza de Santa Ana                         | 10 de marzo de 2017      |
| 43       | Calle Arenal y Plaza de las Descalzas      | 17 de marzo de 2017      |
| 44       | Glorieta de Cuatro Caminos                 | 24 de marzo de 2017      |
| 45       | Malasaña                                   | 31 de marzo de 2017      |
| 46       | Santa Bárbara y Almagro                    | 7 de abril de 2017       |
| 47       | Gran Vía, segundo tramo                    | 21 de abril de 2017      |
| 48       | La Plaza de la Villa                       | 28 de abril de 2017      |
| 49       | Alrededores de la Calle Luna               | 5 de mayo de 2017        |
| 50       | Museo del Aire                             | 12 de mayo de 2017       |
| 51       | El Ateneo de Madrid                        | 19 de mayo de 2017       |
| 52       | La Almudena                                | 28 de mayo de 2017       |
| 53       | Las casas-museo de Madrid                  | 4 de junio de 2017       |
| 54       | Gran Vía, tercer tramo                     | 11 de junio de 2017      |
| 55       | Barrio de Los Austrias II                  | 18 de junio de 2017      |
| 56       | Paseo de Recoletos                         | 25 de junio de 2017      |
| 57       | Embajadores                                | 2 de julio de 2017       |

## El podcast. Episodios y descargas

### Primera temporada: 2015
| N.º (Temp.) | N.º (Cap.) | Título                                        | Fecha de subida       | Descargas |
| ----------- | ---------- | --------------------------------------------- | --------------------- | --------- |
| 1           | 1          | «EP01 Isabel la Católica»                     | 12 de febrero de 2015 | 5 897     |
| 1           | 1.0        | «EP01 00 Sumario»                             | 12 de febrero de 2015 | 1 221     |
| 1           | 1.01       | «EP01 01 La carta de Juana la Beltraneja»     | 12 de febrero de 2015 | 1 116     |
| 1           | 1.02       | «EP01 02 Atando cabos»                        | 12 de febrero de 2015 | 747       |
| 1           | 1.03       | «EP01 03 El tratado de los Toros de Guisando» | 12 de febrero de 2015 | 718       |
| 1           | 1.04       | «EP01 04 La boda tramposa»                    | 12 de febrero de 2015 | 703       |
| 1           | 1.05       | «EP01 05 Isabel Perfil Grafológico»           | 12 de febrero de 2015 | 697       |
| 1           | 1.06       | «EP01 06 La extraña fobia de Isabel»          | 12 de febrero de 2015 | 661       |
| 1           | 1.07       | «EP01 07 Isabel y la Propaganda»              | 12 de febrero de 2015 | 628       |
| 1           | 1.08       | «EP01 08 Isabel y el veneno»                  | 12 de febrero de 2015 | 684       |
| 1           | 1.09       | «EP01 09 La Batalla de Toro»                  | 12 de febrero de 2015 | 800       |
| 1           | 1.11       | «EP01 11 Isabel y los celos»                  | 12 de febrero de 2015 | 758       |
| 1           | 1.12       | «EP01 12 La beatificación»                    | 12 de febrero de 2015 | 1 053     |
| 1           | 1.13       | «EP01 13 Isabel y la higiene»                 | 12 de febrero de 2015 | 851       |
| 1           | 2          | «Ep02 La Guerra del Peloponeso»               | 27 de febrero de 2015 | 2 116     |
| 1           | 3          | «EPESP 01 Ronda de Magnicidios»               | 6 de marzo de 2015    | 1 500     |
| 1           | 4          | «EP03 Leonardo Da Vinci»                      | 14 de marzo de 2015   | 3 749     |
| 1           | 5          | «EP04 El cristianismo. The beginning»         | 1 de marzo de 2015    | 2 778     |
| 1           | 6a         | «EP ESP02 La Batalla de Lepanto»              | 22 de marzo de 2015   | 1 002     |
| 1           | 6b         | «EP05 Cervantes y el Siglo de Oro»            | 23 de marzo de 2015   | 2 778     |
| 1           | 7          | «EP06 II Guerra Mundial»                      | 7 de mayo de 2015     | 6 939     |
| 1           | 8          | «EP07 Tonterías de la Historia»               | 3 de junio de 2015    | 6 023     |
| 1           | 9          | «EP08 El Gran Capitán»                        | 3 de julio de 2015    | 3 219     |
| 1           | 10         | «EP09 La Revolución Francesa»                 | 21 de junio de 2015   | 4 934     |

Las descargas corresponden al 10 de abril de 2016

### Segunda temporada: 2015
| N.º (Temp.) | N.º (Cap.) | Título                                       | Fecha de subida         | Descargas |
| ----------- | ---------- | -------------------------------------------- | ----------------------- | --------- |
| 2           | 1          | «La Guerra de Secesión Americana»            | 4 de noviembre de 2015  | 3 203     |
| 2           | 2          | «Reyes de nombres poco reales»               | 6 de noviembre de 2015  | 2 236     |
| 2           | 3          | «¡Sopla, han tomado Constantinopla!»         | 10 de noviembre de 2015 | 2 710     |
| 2           | 4          | «El Marqués de Sade»                         | 13 de noviembre de 2015 | 2 944     |
| 2           | 5          | «La Batalla de Waterloo»                     | 17 de noviembre de 2015 | 2 247     |
| 2           | 6          | «Atila la lía parda.»                        | 19 de noviembre de 2015 | 2 743     |
| 2           | 7          | «Calígula y sus cosillas»                    | 23 de noviembre de 2015 | 4 481     |
| 2           | 8          | «La historia de los ninjas»                  | 26 de noviembre de 2015 | 3 473     |
| 2           | 9          | «El pirata Drake»                            | 1 de diciembre de 2015  | 3 217     |
| 2           | 10         | «¡En guardia! La historia de los duelos»     | 4 de diciembre de 2015  | 2 888     |
| 2           | 11         | «Francisco Pizarro. El Aventurero Bizarro.»  | 7 de diciembre de 2015  | 4 737     |
| 2           | 12         | «Cleopatra. Lo que nunca os han contado.»    | 10 de diciembre de 2015 | 5 946     |
| 2           | 13         | «Goya: El sordo que lo veía todo.»           | 14 de diciembre de 2015 | 3 748     |
| 2           | 14         | «La Historia de Star Wars»                   | 16 de diciembre de 2015 | 39 832    |
| 2           | 15         | «Felipe el Hermoso. Anatomía de un crimen.»  | 21 de diciembre de 2015 | 4 818     |
| 2           | 16         | «La Navidad como nunca te la habían contado» | 23 de diciembre de 2015 | 5 266     |

- Las descargas corresponden al 10 de abril de 2016.

### Tercera temporada: 2016
| N.º (Temp.) | N.º (Cap.) | Título                                                        | Fecha de subida       | Descargas |
| ----------- | ---------- | ------------------------------------------------------------- | --------------------- | --------- |
| 3           | 1          | «Alejandro Magno, muy grande de verdad»                       | 18 de enero de 2016   | 4 820     |
| 3           | 2          | «El Cid Campeador»                                            | 25 de enero de 2016   | 5 035     |
| 3           | 3          | «Viva Pancho Villa»                                           | 1 de febrero de 2016  | 4 766     |
| 3           | 4          | «Los Borgia. Una familia como otra cualquiera»                | 7 de febrero de 2016  | 5 500     |
| 3           | 5          | «Blas de Lezo. Cuando la Historia la escriben los perdedores» | 14 de febrero de 2016 | 4 754     |
| 3           | 6          | «Lawrence de Arabia. Un corazón partío»                       | 21 de febrero de 2016 | 5 444     |

- Las descargas corresponden al 10 de abril de 2016.

## Recepción y crítica

### El podcast
- En la primera semana de emisión, El Punto sobre la Historia consiguió más de 3 000 descargas.
- El Episodio dedicado a La Historia de Star Wars superó las 18 000 descargas en una semana.
- En los 10 primeros días, La Historia de Star Wars superó las 22 000 descargas.
- La Historia de Star Wars superó las 25 000 descargas el 31 de diciembre de 2015.
- El 20 de diciembre de 2015 El Punto sobre la Historia alcanzó las 100 000 descargas globales.
- Un mes más tarde, el 20 de enero de 2016, se superaron las 150 000 descargas.
- El 12 de febrero de 2016, El Punto sobre la Historia cumplió su primer año de vida. Ese día se superaron las 175 000 descargas.
- El 29 de febrero de 2016 superaron las 200 000 descargas.
- El 16 de abril de 2016, La Historia de Star Wars superó las 40 000 descargas.

## Los libros
El Punto sobre la Historia ya tiene su primer libro, Felipe el Hermoso. Anatomía de un crimen, de David Botello y May Rodríguez, integrantes del programa, editado por Oberon. Con el mismo tono desenfadado y el mismo rigor, el libro profundiza en una etapa fascinante de la Historia de Castilla, el incómodo reinado que hubo entre Isabel la Católica y Carlos V.
En diciembre de 2016 se presentó El Punto sobre la Historia. Madrid, de David Botello y Lorenzo Gallardo, inspirado en diez de las primeras rutas del programa de televisión, editado por Ediciones La Librería.
En octubre de 2017 se presentó Los vikingos no tenían cuernos (Oberon, 2017), de David Botello y Lorenzo Gallardo, con la colaboración de Francisco Molina, con los contenidos más destacados del podcast.